# Hallsburg
Hallsburg è un centro abitato degli Stati Uniti d'America situato nella contea di McLennan dello Stato del Texas.
La popolazione era di 507 persone al censimento del 2010. Fa parte dell'area metropolitana di Waco.

## Geografia fisica
Hallsburg è situata a 31°33′18″N 96°57′16″W (31.554978, -96.954512).
Secondo lo United States Census Bureau, ha un'area totale di 8,6 miglia quadrate (22 km²), di cui 8,4 miglia quadrate (22 km²) di terreno e 0,2 miglia quadrate (0,52 km², 2.10%) d'acqua.

## Società

### Evoluzione demografica
Secondo il censimento del 2000, c'erano 518 persone, 192 nuclei familiari e 144 famiglie residenti nella città. La densità di popolazione era di 61,7 persone per miglio quadrato (23,8/km²). C'erano 209 unità abitative a una densità media di 24,9 per miglio quadrato (9,6/km²). La composizione etnica della città era formata dal 94,98% di bianchi, il 2,12% di afroamericani, lo 0,77% di nativi americani, lo 0,39% di altre razze, e l'1,74% di due o più etnie. Ispanici o latinos di qualunque razza erano il 4,44% della popolazione.
C'erano 192 nuclei familiari di cui il 39,1% aveva figli di età inferiore ai 18 anni, il 64,1% aveva coppie sposate conviventi, il 7,8% aveva un capofamiglia femmina senza marito, e il 24,5% erano non-famiglie. Il 22,9% di tutti i nuclei familiari erano individuali e il 10,4% aveva componenti con un'età di 65 anni o più che vivevano da soli. Il numero di componenti medio di un nucleo familiare era di 2,70 e quello di una famiglia era di 3,16.
La popolazione era composta dal 29,3% di persone sotto i 18 anni, il 6,2% di persone dai 18 ai 24 anni, il 29,2% di persone dai 25 ai 44 anni, il 22,6% di persone dai 45 ai 64 anni, e il 12,7% di persone di 65 anni o più. L'età media era di 38 anni. Per ogni 100 femmine c'erano 98,5 maschi. Per ogni 100 femmine dai 18 anni in giù, c'erano 98,9 maschi.
Il reddito medio di un nucleo familiare era di 39.375 dollari e quello di una famiglia era di 52.708 dollari. I maschi avevano un reddito medio di 31.538 dollari contro i 29.000 dollari delle femmine. Il reddito pro capite era di 17.355 dollari. Circa il 7,7% delle famiglie e il 5,6% della popolazione erano sotto la soglia di povertà, incluso il 6,2% di persone sotto i 18 anni e il 7,5% di persone di 65 anni o più.